# 姚永锋
姚永锋（1944年—），男，河北任丘人，中华人民共和国政治人物，曾任新疆维吾尔自治区政协副主席，第九届全国人大代表。